# Philippe-Élizé Panneton
Philippe-Élizé Panneton, né le 20 mai 1840, est un homme politique québécois.
Cet homme de la bourgeoisie locale de Trois-Rivières (Québec, Canada) fut maire de sa ville (1894-1896) et banquier. À ce titre, il fonde la seule banque qui soit contrôlée par des Trifluviens (Banque Panneton, rachetée par la Banque Molson en 1916).
En 1896, il fut également à l'origine de la création de l'Exposition de Trois-Rivières, événement annuel toujours tenu depuis plus de 100 ans. Opposé au libéral Jacques Bureau, il est candidat conservateur défait aux élections fédérales de 1902 et 1908 dans le district de Trois-Rivières-et-Saint-Maurice.